# Art officiel
 (décembre 2015).
- Si vous ne connaissez pas le sujet, laissez ce bandeau (vous pouvez alors contacter les auteurs).
- Si vous supprimez le contenu mis en cause (vous pouvez préalablement contacter les auteurs),

argumentez précisément cette suppression dans la page de discussion
(un manque de référence n'est pas un argument ; une recherche réelle de référence doit avoir été effectuée, être formellement documentée).
 (janvier 2015).
Si vous disposez d'ouvrages ou d'articles de référence ou si vous connaissez des sites web de qualité traitant du thème abordé ici, merci de compléter l'article en donnant les références utiles à sa vérifiabilité et en les liant à la section « Notes et références ».
L'art officiel est l'ensemble des créations artistiques reconnues, soutenues, mises en avant par un régime politique ou religieux, ou qui répondent au goût des institutions culturelles d'un État. 
L'art officiel peut être décrété et imposé sous des régimes totalitaires, ou autoritaire, par exemple sous le régime napoléonien. Il peut participer aussi à la propagande et promouvoir une idéologie. La promotion par un régime peut aussi se faire au détriment d'un art qui ne correspond pas aux critères de l'art officiel et qui est marginalisé ou interdit, par exemple, en France sous le Second Empire, l'art académique est soutenu par le pouvoir au détriment de l'impressionnisme, en Allemagne le nazisme interdit l'art moderne qu'il juge « dégénéré ». Les témoignages historiques d'un art officiel participent aussi au rayonnement culturel d'une nation.

## Histoire

### Haute Antiquité
Dès les époques les plus reculées, l'art a eu pour objet de glorifier le sacré. Aussi n'est-il pas étonnant de voir se développer un art officiel dès les débuts de l'Histoire, destiné à célébrer les divinités, et les hommes qui les représentent sur Terre, dans les premiers États où le chef avait toujours une dignité religieuse. L'art officiel est né avec les premières civilisations historiques (Perse, Babylone, Égypte…), se manifestant souvent sous la forme d'une architecture colossale et spectaculaire, dont des éléments sont parvenus tels quels jusqu'à nos jours (temples et obélisques égyptiens par exemple).

### Antiquité gréco-romaine
Généralisé dans les grands empires, l'art officiel n'est pas abandonné dans les cités grecques, où les monuments ne célèbrent plus le monarque, mais la Cité tout entière et ses dieux tutélaires. Quelquefois, certaines œuvres rayonnent à travers l'ensemble de la Grèce, en particulier près des sanctuaires (temple d'Apollon à Delphes…), où se rassemblent les hommes de tout le pays, toutes cités confondues.
Rome va tout naturellement reprendre l'architecture héritée des Grecs à son compte, pour célébrer sa propre civilisation et ses propres valeurs (les villes du Bassin méditerranéen se couvriront de monuments tels que des thermes, cirques, forums…, construits selon le modèle officiel).
- Périclès : le rayonnement d'un impérialisme athénien passe par l'architecture et la sculpture.

### Art des Omeyyades
- Représentation figurée dans les arts de l'Islam

### La compétition entre les villes européennes
À partir de l'époque gothique, l'art devient un enjeu de compétition entre les cités concurrentes. La bourgeoisie locale finance principalement des églises et des cathédrales aux formats toujours plus extraordinaires (car il faut qu'on les voie de loin), où la religion est un prétexte à prouver sa puissance financière. Ce trait est représenté de manière caricaturale dans la ville de Venise où chaque corporation fait construire et décorer richement son église. La compétition artistique entre les villes a longtemps perduré dans les pays sans état comme l'Italie ou l'Allemagne. C'est de cet art bourgeois qu'est né le statut d'artiste, puisque c'est à l'époque gothique que les ouvrages ont commencé à être signés nominalement (pour évaluer la charge de travail, dans le cas des artisans, mais aussi pour revendiquer la paternité de leurs œuvres dans le cas des architectes).

### La Réforme
Le protestantisme, religion souvent portée par la bourgeoisie, contre la noblesse, sépare l'art du prétexte religieux. Après quelques périodes d'aniconisme forcé par une interprétation de la Bible (périodes qui s'étendront au champ catholique, avec Jérôme Savonarole), le monde protestant produit un art inédit qui ne montre plus que ses commanditaires (portraits de particuliers), leurs possessions et leur art de vivre (natures mortes, scènes d'intérieur, paysages). Sous le masque d'un art « du peuple pour le peuple », l'art protestant (la peinture hollandaise du XVIIe siècle, typiquement) est l'affirmation très précise du pouvoir financier et politique de la bourgeoisie.

### Louis XIV
François Ier et Louis XIII, notamment sont les initiateurs d'un art d'État en France. Attirant les meilleurs artistes italiens, ils suscitent une importante production d'édifices, de peintures et de sculptures, afin d'établir la puissance du pays. L'obsession de centralisation de Louis XIV le poussera à aller plus loin encore. Dans un premier temps, à l'imitation de ses prédécesseurs, il tente d'attirer à Paris les grands artistes de l'époque, comme le Cavalier Bernin et récupère les artistes de l'entourage de Nicolas Fouquet. Au cours de travaux de modernisation du Louvre et pendant la construction du château et du domaine de Versailles, il cherche à inscrire son règne dans l'histoire notamment en commandant à Charles Le Brun la création d'un « ordre français » qui s'ajouterait aux trois ordres classiques grecs : dorique, ionique et corinthien. Le roi crée par ailleurs des institutions qui perdurent aujourd'hui, comme l'Académie des beaux-arts (autrefois royale), et qui définissent très précisément le circuit de formation des artistes (prix de Rome, voyage en Italie, et résidence à la Villa Médicis), mais aussi leurs thématiques, tirées de l'histoire et de la mythologie gréco-romaine, notamment, en plus de la glorification du pouvoir (portraits, scènes de guerre).

### La Restauration
Sous Charles X, les artistes sont intégrés à un vaste programme de légitimation de la monarchie, qui cherche à rappeler son ancienneté par un retour très important de la religion, mais aussi par la généralisation d'un « style courtois », nostalgique d'un Moyen Âge idéalisé. Des peintres comme Dominique Ingres et même Eugène Delacroix s'y laisseront prendre un temps — ce ne sont pas pour les œuvres de ce style qu'ils ont marqué l'histoire de l'art. L'époque aura eu le mérite de pousser à une étude scientifique de cette période historique (Prosper Mérimée, Viollet-le-Duc). Notre-Dame de Paris, de Victor Hugo, est aussi marqué par ce retour du Moyen Âge, mais sans l'idéaliser, au contraire.

### L'art soviétique
Dans un premier temps, la Révolution entraîne de nombreux artistes dits d'avant-garde, comme Kasimir Malevitch, Sergueï Eisenstein ou Dziga Vertov. Le mouvement d'avant-garde russe est indissociable de l'entreprise révolutionnaire. Maïakovski (1927) notamment initie le mouvement en subordonnant la création artistique aux exigences politiques, prônant la création d'un « art prolétarien », en réaction à l'esthétisme de l'« art bourgeois ». Bien qu'ayant des goûts plutôt traditionnel, et qu'il mette en place les premières instances de contrôle, Lénine tout comme son Commissaire à l'éducation Anatoli Lounatcharski garde une tolérance à l'endroit des courants modernistes. Avec la montée au pouvoir de Staline, les artistes soviétiques sont recadrés par le régime, et se voient imposer un travail académique exclusivement dédié à la glorification des figures du parti et de ses thèmes, comme en témoignent par exemple les sculptures monumentales de Vera Moukhina ou la Cinquième symphonie de Chostakovitch qui célèbre le régime. Il faut attendre Nikita Khrouchtchev (1953) et la détente idéologique pour que se lève la chape de plomb, comme en témoigne la photographie d'art soviétique qui connaît à cette époque une certaine prospérité.

### Le fascisme italien
Le régime fasciste se veut à la fois moderne et passéiste, il tentera notamment les futuristes surtout par une prise en compte des médias de masse comme la radio, la bande dessinée et surtout le cinéma, nettement favorisé (c'est l'âge d'or de cinecittà), où est distillée l'idéologie fasciste : apologie de la force virile avec des héros comme Maciste et Dick Fulmine, nostalgie de l'Empire romain (Péplums).

### Le nazisme
Le régime nazi est dirigé par un homme qui n'hésite pas à se présenter dans Mein Kampf comme un artiste et qui se mêle dès le départ d'esthétique, annonçant dans son programme quel type d'art est valide et quel type ne l'est pas, en se fondant sur le « sens commun » populiste (un artiste qui peint l'herbe bleue est un menteur…) et sur ses goûts personnels. Le Führer appréciait Caspar David Friedrich comme Gustav Klimt, deux artistes pourtant éloignés de ses positions dogmatiques, le second ayant fait par son œuvre l'apologie de tout ce que le régime nazi présentait comme malsain : ambiguïté sexuelle, liberté de mœurs, liberté technique, etc.
Hitler aimait aussi Eduard von Grützner et Reinhold Koch-Zeuthen.
À côté de la définition d'un « art dégénéré », le régime nazi, sous l'impulsion décisive de Joseph Goebbels, cherche à s'entourer des meilleurs artistes, mais ceux-ci fuient rapidement le pays (tel Fritz Lang) ou refusent de s'engager politiquement (comme la réalisatrice Leni Riefenstahl qui exécute deux films de commande à la gloire du régime, mais n'adhèrera pas au parti nazi). Cela laisse le champ libre à une quantité d'artistes, développant des thèmes néoclassiques et réalisant des œuvres monumentales, artistes parmi lesquels l'Histoire a surtout retenu les noms du sculpteur Arno Breker — qui n'adhéra jamais au parti nazi — et de l'architecte Albert Speer, qui conçoit, à la demande d'Hitler, et en collaboration avec d'autres artistes officiels, un projet monumental de nouvelle capitale du Reich, Germania.

### Chine communiste

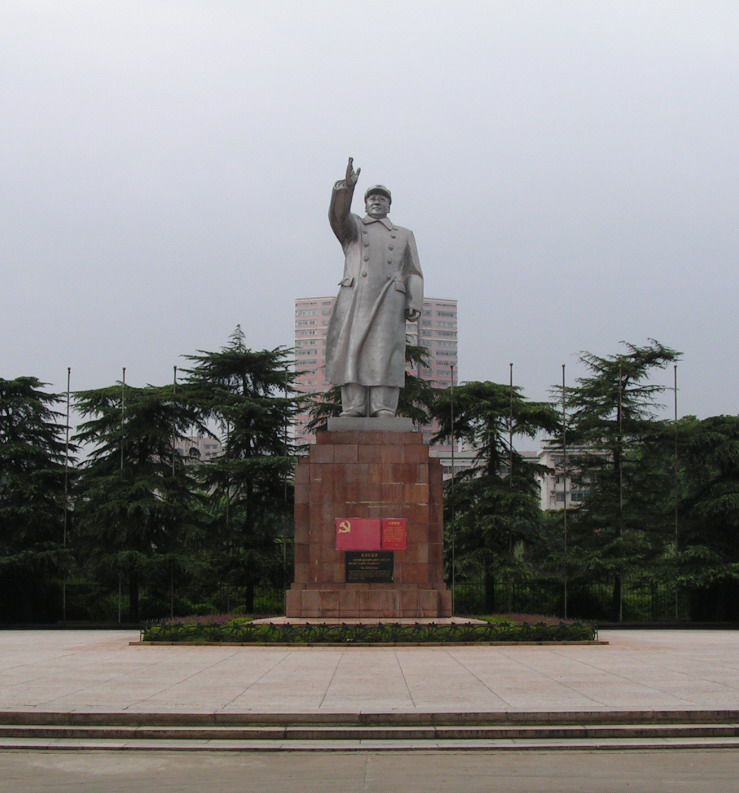
Un Monument à Mao Zedong à Changsha.

La Chine de Mao Zedong glorifie l'art populaire, opposé à l'art bourgeois, et ce sont les médiums du peuple (affiche et bande dessinée surtout) auxquels sont affectés les plus grands artistes du pays. Les formes bourgeoises telles que la peinture et la sculpture se voient affecter des artistes sans créativité particulière à qui il est demandé d'inonder le pays d'œuvres allégoriques diverses. Dans chaque district, ce sont des assemblées populaires qui expliquent aux artistes ce qu'ils doivent créer, offrant l'apparence absurde d'un art « démocratique ». Lors de la Révolution culturelle, de nombreux représentants de la culture bourgeoise seront brimés, rééduqués, voire pire.

### États-Unis
Le contexte de la guerre froide et le public particulier des musées, souvent sensible aux discours communistes, va obliger les États-Unis à développer de nouvelles formes d'art officiel, plus difficiles à identifier comme tel. C'est ainsi que sera créé le Congrès pour la liberté de la culture établi à Paris en 1950 et financé par la CIA. Cet art officiel moderne va désormais passer par le financement, souvent via des officines plus ou moins directement liées à la CIA, d'artistes permettant, non plus un certain type de subjectivité (« nazie », « communiste », « civilisé ») mais plutôt une sorte de désubjectivation par le biais d'un art qui sera par la suite qualifié d'abstrait ou expressionnisme abstrait dans les pays non-communistes (surtout États-Unis, Europe, Japon). Après la fin de la guerre froide, ce type art devient l'art dominant un peu partout sur la planète. Ce type d'art, lié intimement à l'économie libérale capitaliste a su développer un discours visant à discréditer toutes les critiques qui peuvent lui être adressé en se plaçant paradoxalement d'emblée du côté de la pensée critique. La capacité plastique de récupération systématique de tous les discours critiques, capacité de récupération si typique du capitalisme, trouve là son expression esthétique par excellence alimentant dans le même temps les tergiversations plus ou moins érudites sur la « fin de l'art ». Le Pop art accompagne également ce mouvement en convoyant pour toute proposition philosophique une adhésion pleine et entière à la société de consommation (et donc au mode de vie américain) et pour toute proposition artistique une réduction de l'art au design et à des processus d'auto-référence éventuellement justifiée sous le vocable par défaut de post-moderne.

### France
Après la Seconde Guerre mondiale, le gouvernement français décide de la création d'un ministère de la Culture. Cette décision est critiquée[Par qui ?] comme une volonté d'emprise politique sur le monde de la culture, ce qui s'inscrit à cette époque dans la filiation des seuls pays qui avaient jusqu'alors créées un ministre de la Culture : l'Italie fasciste, l'URSS et l'Allemagne nazie. La création de ce ministère, servant au départ l'ambition démocratique d'une éducation populaire va, en partie à cause des querelles d'influences, peu à peu être repris en main par l'élite bourgeoise dans l'objectif de définir et de fixer le bon goût culturel dominant[Interprétation personnelle ?] en imposant notamment les concepts d'« exception culturelle » et de « politique des auteurs », sous l'influence discrète du Congrès pour la liberté de la culture. On[Qui ?] constate depuis cette époque un alignement ou une soumission au modèle culturel et aux modes artistiques américains. Les possibilités d'expression pour des artistes non approuvés par les institutions étatiques officielles deviennent quasiment impossible[réf. nécessaire]. Ces différents éléments aboutissent[Selon qui ?] à une régression de la qualité et de l'influence de la quasi-totalité de la production artistique et culturelle française en France et dans le monde[non neutre], notamment dans les domaines où elle avait toujours été à l'initiative comme le cinéma et la peinture.

## L'art officiel et l'État totalitaire

### Instrumentalisation de l'art
Dès 1933, Goebbels, ministre de la propagande allemande, impose la création des Reichskulturkammer, organisation corporatiste des métiers de la culture. Nul ne peut publier ou composer s'il n'en est membre.
Les cérémonies nazies récupèrent particulièrement la musique de Richard Wagner et celle d'Anton Bruckner, favorites du Führer. Un « art nazi » conforme aux canons esthétiques et idéologiques du pouvoir se manifeste au travers des œuvres d'Arno Breker en sculpture, de Leni Riefenstahl au cinéma ou d'Albert Speer, confident de Hitler, en architecture. Relevant souvent de la propagande monumentale, comme le stade olympique de Berlin destiné aux Jeux de 1936, ces œuvres au style néo-classique développent aussi souvent l'exaltation de corps « sains », « virils » et « aryens ».
Le Führer confia à Albert Speer le projet pharaonique (et inabouti) de reconstruction de la capitale Berlin. Celle-ci aurait dû prendre le nom de Germania et se couvrir de monuments néoclassiques au gigantisme démesuré : la coupole du nouveau Reichstag aurait été 13 fois plus grande que celle de Saint-Pierre de Rome, l'avenue triomphale deux fois plus large que les Champs-Élysées et l'Arche triomphale aurait pu contenir dans son ouverture l'Arc de triomphe parisien (40 m de haut). Le biographe de Speer, Joachim Fest, décèle à travers ces projets mégalomanes une « architecture de mort ». En pleine guerre, Hitler se réjouira que les ravages des bombardements alliés facilitent pour l'après-guerre ses projets grandioses de reconstruction radicale de Berlin, Hambourg ou Linz.

### Propagande et censure
En 1933 est créée une Chambre de Culture à laquelle les artistes doivent s'inscrire et participer à la nouvelle esthétique du Troisième Reich. En 1937,Hitler inaugure à Munich une exposition qui sera fréquentée par deux millions de visiteurs et qui connaîtra un énorme succès, le Große Deutsche Kunstausstellung 1937. L'exposition accueillera encore un million de visiteurs pendant une tournée de trois ans en Allemagne et en Autriche. Promotion d'un art allemand de valeur éternelle, fondé sur un peuple, les œuvres présentées exaltent le travail, la famille, la patrie et l'héroïsme.
« Kubismus, Dadaismus, Futurismus, Impressionismus, Expressionismus, alles völlig wertlos für das deutsche Volk », déclare Hitler lors de l'inauguration : « Le cubisme, le dadaïsme, l’impressionnisme, l’expressionnisme sont complètement sans valeur pour le peuple allemand. » La présentation au public d'œuvres de malades mentaux et de peintres modernes à côté d'œuvres d'art officiel montrées en parallèle devait convaincre le public de la dégénérescence de l'art moderne. Pour « protéger » les mineurs, l'entrée à l'exposition leur était interdite. Plus de 16 000 œuvres d'art moderne furent déclarées « dégénérées » en 1937 par une commission d'« art dégénéré », (entartete Kunst) sous la présidence de Joseph Goebbels et Wilhelm Frick, puis détruites, brûlées ou vendues.